# Roller Derby Toulouse
Roller Derby Toulouse est un club de roller derby basé à Toulouse en France. Fondé en 2010, le club se compose actuellement de trois équipes féminines, une équipe masculine, et une équipe junior.
Le club a été fondé en février 2010 par Chakk Attakk, à la suite de la sortie du film Whip It! en France (sous le titre Bliss ). Ayant de l'expérience en patinage, elle a recruté les cinq premières joueuses via l'association Roulez Rose. En juin 2010, les six patineuses ont créé l'équipe Nothing Toulouse et affronté Les Petits Morts de Bordeaux lors du premier match de roller derby sur piste plate organisé en France.

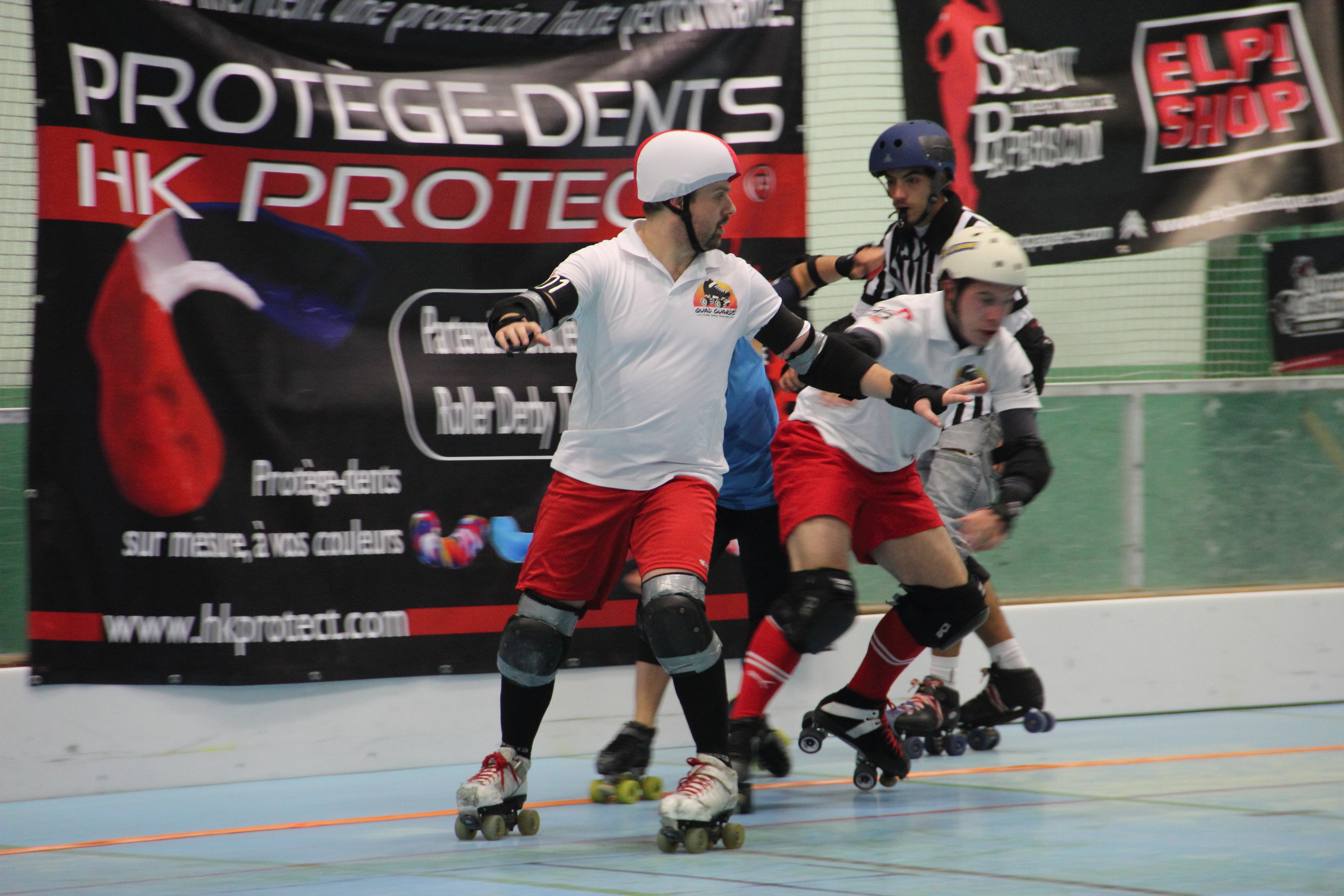
Les Quad Guards.

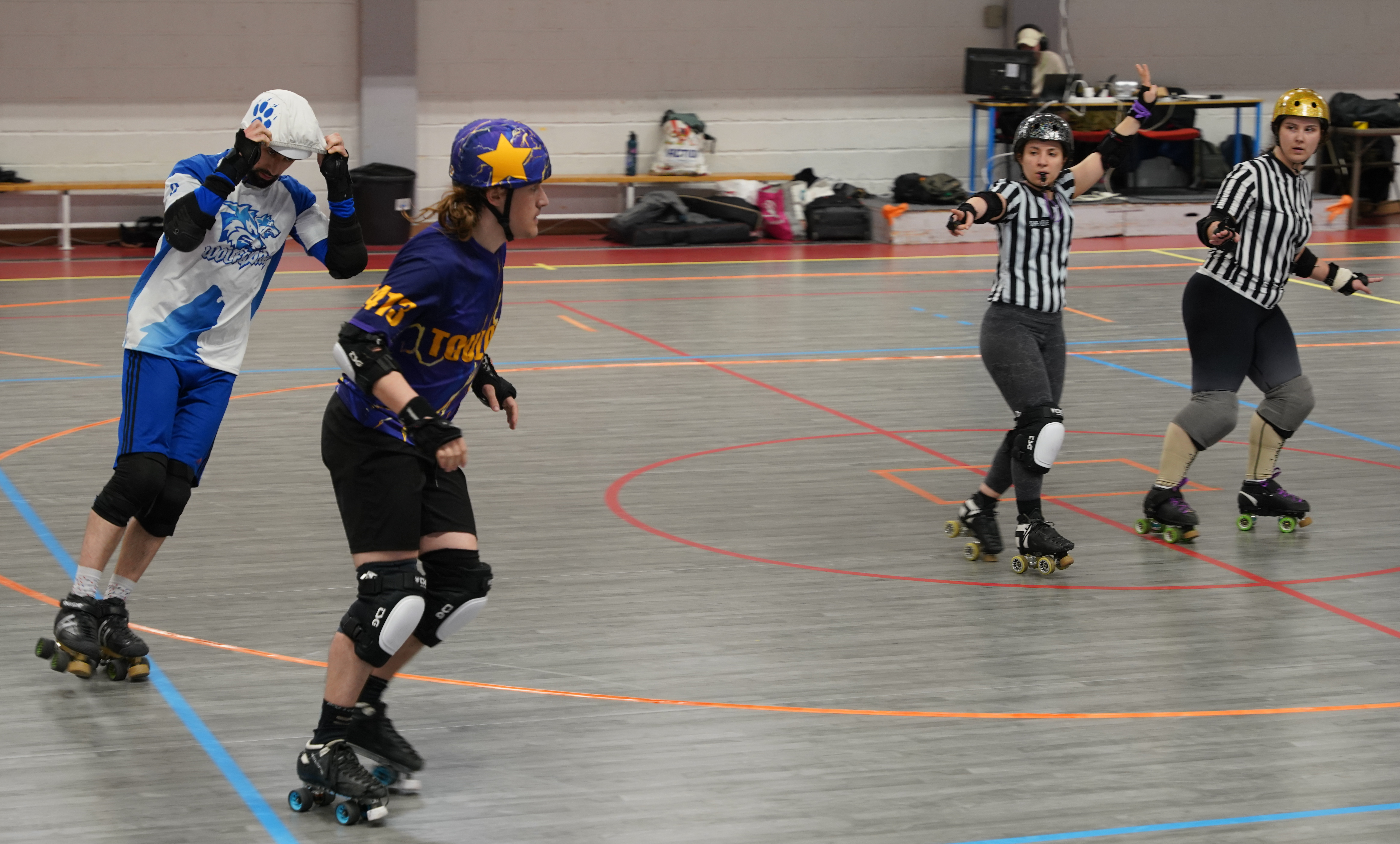
En 2025 contre les Orcet.

En novembre 2011, le club comptait 83 patineurs et avait créé la première équipe masculine de roller derby en France. L'équipe masculine, les Quad Guards, s'est rendue à Londres pour jouer contre Southern Discomfort, dans ce qui a été décrit par l'équipe comme étant "le premier match international de roller derby masculin au Royaume-Uni". En mai 2012, les Quad Guards ont disputé le premier match de roller derby masculin en France, contre The Inhuman League de Sheffield en Angleterre.
Cinq joueurs du club ont été sélectionnés pour patiner pour la France lors de la Coupe du monde de Roller Derby 2011.
En 2012, une équipe B, la Blocka Nostra, est créée. Puis en 2015, une équipe C est créée : les Rainbow Furies.
En décembre 2013, les Quad Guards sont devenus membres de la Men's Roller Derby Association.
En 2018, le club réalise un doublé avec les équipes féminines et masculines qui remportent chacune le championnat de France.

## Palmarès
- 2012-2013 : Quad Guards champions d'Europe MERDC en 2013 (Finale contre l'équipe Southern Discomfort de Londres)[7],[8],[9].
- 2015-2016 : Quad Guards champions de France.
- 2016-2017 : Quad Guards champions de France[10].
- 2017-2018 : Nothing Toulouse championnes de France au championnat de France FFRS division Élite.
- 2017-2018 : Quad Guards champions de France à la coupe de France division Élite.
- 2018-2019 : Nothing Toulouse championnes de France au championnat de France FFRS division Élite.
- 2018-2019 : Quad Guards champions de France à la coupe de France division Élite.
- 2021-2022 : Nothing Toulouse championnes de France au championnat de France FFRS division Élite[11].